# Autohemoterapia
La autohemoterapia (del griego antiguo: αὐτο, aúto, ‘auto’ (uno mismo); αἷμα, haima ‘hemo’ (sangre) y terapia) es la hemoterapia con sangre propia. Hay varios tipos, el original que pertenece solo a la medicina tradicional, la medicina alternativa o quackery, y algunos tipos más recientes bajo investigación científica pero aún no comprendidos. La forma original, no científica es «la reinyección intramuscular o subcutánea inmediata de sangre autóloga recién extraída». Fue utilizado a principios del siglo XX, cuando algunos médicos creían que tenía eficacia y un mecanismo de acción lógico; fue abandonado más tarde, ya que a medida que la ciencia avanzaba dejó en claro que carecía de estos. En esta forma más simple, no hay procesamiento involucrado y no se usa refrigeración o equipo especial, solo una jeringa estéril, aguja y torniquete. Hoy es medicina alternativa. No es una transfusión de sangre autóloga (no es inmediata y no tiene fines científicamente válidos).
Las otras formas implican algún cambio en la sangre antes de reinyectarse, por lo general oxigenación, ozonización (autohemoterapia ozonizada) o exposición a la luz ultravioleta. La plasmaféresis es conceptualmente similar pero no está incluida; la diferencia es que los mecanismos de acción de la plasmaféresis se confirman y son comprendibles, mientras que los de la autohemoterapia ozonizada o ultravioleta no lo son. No es imposible que los últimos tipos puedan tener eficacia y efectividad reales en enfermedades autoinmunes si son inmunomoduladores de alguna manera (como por ejemplo interfiriendo con los autoanticuerpos alterados), pero este mecanismo de acción, en caso de que exista, aún no se conoce bien.